# Kazimir Zakrajšek
Kazimir (Ignacij) Zakrajšek, slovenski redovnik, pesnik, pisatelj, dramatik in urednik, * 31. maj 1878, Preserje pri Brezovici, † 27. januar 1958, Lemont, Illinois.

## Življenjepis
Oče mu je bil krojač Franc, mati mu je bila Neža (rojena Suhadolnik). Zakrajšek se je šolal v Ljubljani kjer je tudi stopil v frančiškanski red in končal noviciat na Trsatu nad Reko, šolanje je nato nadaljeval v Gorici kjer je bil leta 1902 tudi posvečen. Do leta 1906, ko se je odselil v ZDA, je bil katehet v Kamniku. Leta 1908 je v New Yorku za slovenske priseljence ustanovil Družbo sv. Rafaela, naslednje leto pa je začel izdajati verski mesečnik Ave Maria, 1918 je prevzel list Sloga in ga preselil v Chicago; iz njega je nastala Enotnost, 1924 pa Edinost - Amerikanski Slovenec. Leta 1927 se je vrnil v Ljubljano in pri Rafaelovi družbi začel izdajati zbirko Izseljeniška knjižnica, bil od leta 1932 do 1935 odgovorni urednik Izseljenskega vestnika ter 1938 uredil Izseljenski zbornik.

## Literarno delo
Zakrajšek je pisal poezijo, kratko prozo in drame. Veliko njegovih del je izšlo v raznih listih in Ave Maria koledarju. Pesnil je tudi za otroke. V svojih delih se je zgledoval pri ljudskem pesništvu in Gregorčičevi poeziji.
Pisal je novele s poudarjeno krščansko idejo ter se preizkusil v pisanju detektivske zgodbe ter dramskih tekstov. V Ljubljani so izšla tri njegova dramska besedila: ljudsko vzgojni drami Prisegam (1932) in Pri kapelici (1932) ter tragedijo z izseljeniško tematiko Za srečo v nesrečo (1932).
Napisal je tudi in 1917 v New Yorku izdal napotke našim izseljencem Abecednik za ameriške slovence ter več molitvenikov, spominsko knjigo župnije sv. Štefana v Chicagu ter zgodovinsko-memoarsko delo z naslovom Ko smo šli v morje bridkosti (1942).